# Florence Basket 2007-2008
Questa voce raccoglie le informazioni riguardanti il Florence Basket nelle competizioni ufficiali della stagione 2007-2008.

## Stagione
Nella stagione 2007-2008 il Fotoamatore Firenze ha disputato la Serie A2.

## Verdetti stagionali
- Serie A2: (30 partite)

stagione regolare: 9º posto su 16 squadre (12-18);

## Rosa
|    | Naz.                | Ruolo | Sportivo           | Anno | Alt. |  |  |
| -- | ------------------- | ----- | ------------------ | ---- | ---- |  |  |
| 4  | Italia (bandiera)   | G     | Ilaria Stefanini   | 1984 | 175  |  |  |
| 5  | Italia (bandiera)   | PG    | Arianna Badalato   | 1984 | 172  |  |  |
| 6  | Italia (bandiera)   | G     | Cristina Franchi   | 1984 | 175  |  |  |
| 6  | Italia (bandiera)   | PG    | Ariella Balestri   | 1992 | 174  |  |  |
| 7  | Italia (bandiera)   | AC    | Elena Mazzella     | 1989 | 173  |  |  |
| 8  | Italia (bandiera)   | PG    | Rosaria Grillo     | 1983 | 172  |  |  |
| 9  | Italia (bandiera)   | PG    | Francesca Fabbri   | 1988 | 174  |  |  |
| 10 | Italia (bandiera)   | G     | Francesca D'Erasmo | 1984 | 175  |  |  |
| 11 | Italia (bandiera)   | G     | Giulia Masi        | 1987 | 172  |  |  |
| 12 | Bulgaria (bandiera) | A     | Katya Yancheva     | 1984 | 180  |  |  |
| 14 | Italia (bandiera)   | G     | Linda Zinno        | 1984 | 175  |  |  |
| 15 | Italia (bandiera)   | P     | Sara Toccafondi    | 1988 | 171  |  |  |
| 15 | Italia (bandiera)   | C     | Clelia Corsi       | 1989 | 189  |  |  |

## Mercato

### Sessione estiva
Confermate tutte le giocatrici che hanno conquistato la promozione in A2, la società ha effettuato i seguenti trasferimenti:
| Acquisti | Acquisti         | Acquisti                  | Acquisti   |
| R.       | Nome             | da                        | Modalità   |
| -------- | ---------------- | ------------------------- | ---------- |
| A        | Katya Yancheva   | Lewis-Clark State College | definitivo |
| PG       | Ariella Balestri | Girls Livorno             | definitivo |

| Cessioni | Cessioni | Cessioni | Cessioni |
| R.       | Nome     | a        | Modalità |
| -------- | -------- | -------- | -------- |

## Statistiche

### Statistiche di squadra
| Competizione | Punti | In casa | In casa | In casa | In casa | In casa | In trasferta | In trasferta | In trasferta | In trasferta | In trasferta | Totale | Totale | Totale | Totale | Totale | Totale |
| Competizione | Punti | G       | V       | P       | Ptf     | Pts     | G            | V            | P            | Ptf          | Pts          | G      | V      | P      | Ptf    | Pts    | Diff.  |
| ------------ | ----- | ------- | ------- | ------- | ------- | ------- | ------------ | ------------ | ------------ | ------------ | ------------ | ------ | ------ | ------ | ------ | ------ | ------ |
| Serie A2     | 24    | 15      | 9       | 6       | 882     | 894     | 15           | 3            | 12           | 855          | 958          | 30     | 12     | 18     | 1737   | 1852   | -115   |

### Statistiche delle giocatrici
| Giocatrice         | Partite | Partite | Min. | Pun | Tiri da 2 | Tiri da 2 | Tiri da 2 | Tiri da 3 | Tiri da 3 | Tiri da 3 | Tiri Liberi | Tiri Liberi | Tiri Liberi | Rimbalzi | Rimbalzi | Rimbalzi | Palle | Palle | Stopp. | Stopp. | Ass | Falli | Falli | Val. |
| Giocatrice         | Pr      | PG      | Min. | Pun | R         | T         | %         | R         | T         | %         | R           | T           | %           | D        | O        | T        | P     | R     | S      | D      | Ass | F     | S     | Val. |
| ------------------ | ------- | ------- | ---- | --- | --------- | --------- | --------- | --------- | --------- | --------- | ----------- | ----------- | ----------- | -------- | -------- | -------- | ----- | ----- | ------ | ------ | --- | ----- | ----- | ---- |
| Arianna Badalato   | 14      | 11      | 124  | 16  | 2         | 6         | 33        | 3         | 8         | 38        | 3           | 4           | 75          | 12       | 9        | 21       | 6     | 5     |        |        |     | 12    | 7     | 21   |
| Ariella Balestri   | 30      | 28      | 395  | 69  | 17        | 57        | 30        | 7         | 27        | 26        | 14          | 21          | 67          | 20       | 6        | 26       | 43    | 11    | 2      |        | 6   | 27    | 24    | -3   |
| Clelia Corsi       | 22      | 22      | 544  | 195 | 77        | 162       | 48        |           |           |           | 41          | 71          | 58          | 116      | 52       | 168      | 46    | 24    | 1      | 14     | 4   | 52    | 54    | 245  |
| Francesca D'Erasmo | 20      | 19      | 561  | 199 | 75        | 176       | 43        | 3         | 15        | 20        | 40          | 72          | 56          | 100      | 62       | 162      | 46    | 37    | 5      | 7      | 16  | 44    | 63    | 244  |
| Francesca Fabbri   | 30      | 29      | 808  | 209 | 47        | 125       | 38        | 29        | 105       | 28        | 28          | 49          | 57          | 42       | 6        | 48       | 61    | 36    | 3      | 1      | 7   | 35    | 50    | 77   |
| Cristina Franchi   | 7       | 5       | 28   | 0   | 0         | 5         | 0         | 0         | 1         | 0         |             |             |             | 2        | 2        | 4        |       | 3     |        |        |     | 3     |       | -2   |
| Rosaria Grillo     | 29      | 29      | 900  | 323 | 54        | 140       | 39        | 54        | 183       | 30        | 53          | 80          | 66          | 86       | 18       | 104      | 119   | 51    | 1      | 2      | 34  | 74    | 77    | 155  |
| Giulia Masi        | 30      | 30      | 510  | 74  | 31        | 91        | 34        | 2         | 27        | 7         | 6           | 16          | 38          | 37       | 23       | 60       | 25    | 14    |        |        | 2   | 50    | 20    |      |
| Elena Mazzella     | 8       | 0       |      | 0   |           |           |           |           |           |           |             |             |             |          |          |          |       |       |        |        |     |       |       |      |
| Ilaria Stefanini   | 30      | 28      | 816  | 220 | 45        | 105       | 43        | 34        | 101       | 34        | 28          | 45          | 62          | 90       | 30       | 120      | 56    | 51    | 2      | 3      | 38  | 75    | 47    | 202  |
| Sara Toccafondi    | 22      | 7       | 53   | 13  | 4         | 9         | 44        | 1         | 6         | 17        | 2           | 4           | 50          | 5        | 1        | 6        | 5     | 2     | 1      |        | 3   | 3     | 3     | 6    |
| Katya Yancheva     | 30      | 30      | 901  | 324 | 94        | 215       | 44        | 22        | 74        | 30        | 70          | 97          | 72          | 156      | 83       | 239      | 84    | 57    | 1      | 2      | 24  | 98    | 106   | 369  |
| Linda Zinno        | 28      | 26      | 360  | 95  | 26        | 53        | 49        | 10        | 43        | 23        | 13          | 24          | 54          | 44       | 24       | 68       | 32    | 14    | 2      |        | 2   | 29    | 24    | 69   |